# Takuya Sugimoto
Takuya Sugimoto (født 31. december 1989) er en japansk fodboldspiller, som spiller for den japanske fodboldklub Fujieda MYFC.